# Łomnica (dopływ Bobru)
Łomnica (niem. Lomnitz) – rzeka, lewy dopływ Bobru o długości 20,59 km i powierzchni zlewni 117 km².
Rzeka płynie w Sudetach Zachodnich, w Karkonoszach i Kotlinie Jeleniogórskiej, w woj. dolnośląskim. Wypływa w okolicach Równi pod Śnieżką, przepływa przez Mały Staw, Karpacz, Miłków, Mysłakowice. Do Bobru wpada w okolicy pałacu w Łomnicy.
Jej prawymi dopływami są Bystrzyk, Łomniczka i Jedlica (prawy), a lewymi Biały Potok, Pląsawa, Budnicza Struga, Dziki Potok, Miłkówka, Głębocka Struga i Złoty Potok.
Wzdłuż biegu rzeki zbudowano szereg budowli, w tym Jezioro Mysłakowickie, Dziki Wodospad oraz zaporę w Karpaczu. 
Wcześniej rzeka nosiła nazwy niem. Lomnitz, Gross Lomnitz oraz Łomnica Karkonoska i Wielka Łomnica.